# Bečej
Bečej (în sârbă Бечеј, în maghiară Óbecse) este un oraș și o comună în districtul Bačka de Sud, Serbia.
Se află la o altitudine de 77 m deasupra nivelului mării. Are o suprafață de 487 km². Populația este de 19.492 locuitori, determinată în 2022, prin recensământ.